# Петерстаун (Западна Вирџинија)
Петерстаун (енгл. Peterstown) град је у америчкој савезној држави Западна Вирџинија.

## Демографија
По попису из 2010. године број становника је 653, што је 154 (30,9%) становника више него 2000. године.
| Група             | 2000.       | 2010.       |
| Белци             | 491 (98,4%) | 638 (97,7%) |
| Афроамериканци    | 0 (0,0%)    | 1 (0,2%)    |
| Азијати           | 0 (0,0%)    | 0 (0,0%)    |
| Хиспаноамериканци | 5 (1,0%)    | 4 (0,6%)    |
| Укупно            | 499         | 653         |